# موزه تاریخ طبیعی هلسینکی
۶۰°۱۰′۱۷″ شمالی ۲۴°۵۵′۵۳″ شرقی / ۶۰٫۱۷۱۳۹°شمالی ۲۴٫۹۳۱۳۹°شرقی
موزه تاریخ طبیعی هلسینکی (انگلیسی: Natural History Museum) (فنلاندی: Luonnontieteellinen museo, سوئدی: Naturhistoriska museet) مشهور به موزه تاریخ طبیعی یکی از موزه‌های زیرمجموعه موزه تاریخ طبیعی فنلاند و بخشی از دانشگاه هلسینکی است.

## پیشینه
ساختمانی که اکنون موزه را در خود جای داده در سال ۱۹۱۳ ساخته شده‌است. پس از استقلال فنلاند در سال ۱۹۱۸ این ساختمان به مدرسه دانش آموزان فنلاند اختصاص یافت. در سال ۱۹۲۳ این بنا توسط دانشگاه هلسینکی به عنوان یک موزه جانورشناسی تبدیل شد.
در طبقه اول این موزه حیوانات تاکسیدرمی، اسکلت، بقایای حیوانات ماقبل تاریخ و مواد معدنی به نمایش گذاشته شده‌است. در طبقات فوقانی نمایشگاه‌هایی از طبیعت فنلاند، طبیعت جهان و تاریخ زندگی وجود دارد. مجسمه گوزن شمالی جلوی موزه به نماد موزه تبدیل شده و در سالن لابی شمایل یک فیل آفریقایی وجود دارد. مساحت کل موزه در حدود ۸۰۰۰ متر مربع است.

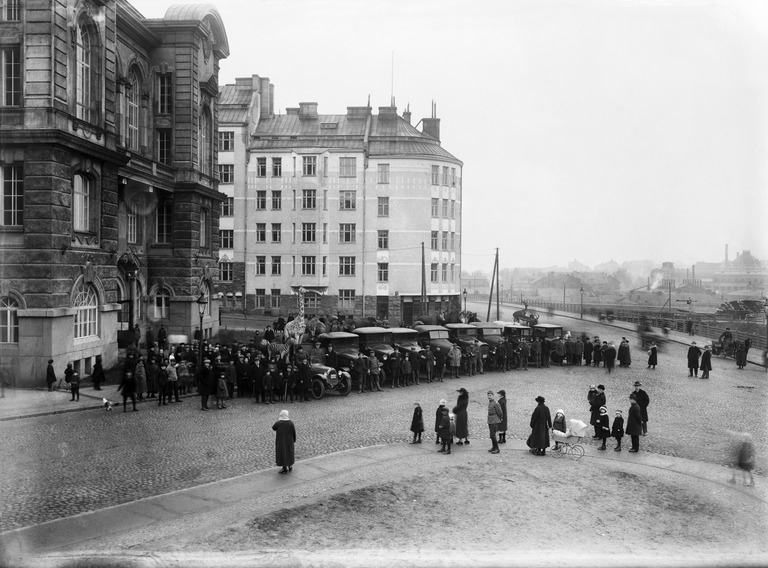
نمای بیرونی موزه در سال ۱۹۲۳ چند ماه قبل از افتتاح رسمی

## نگارخانه

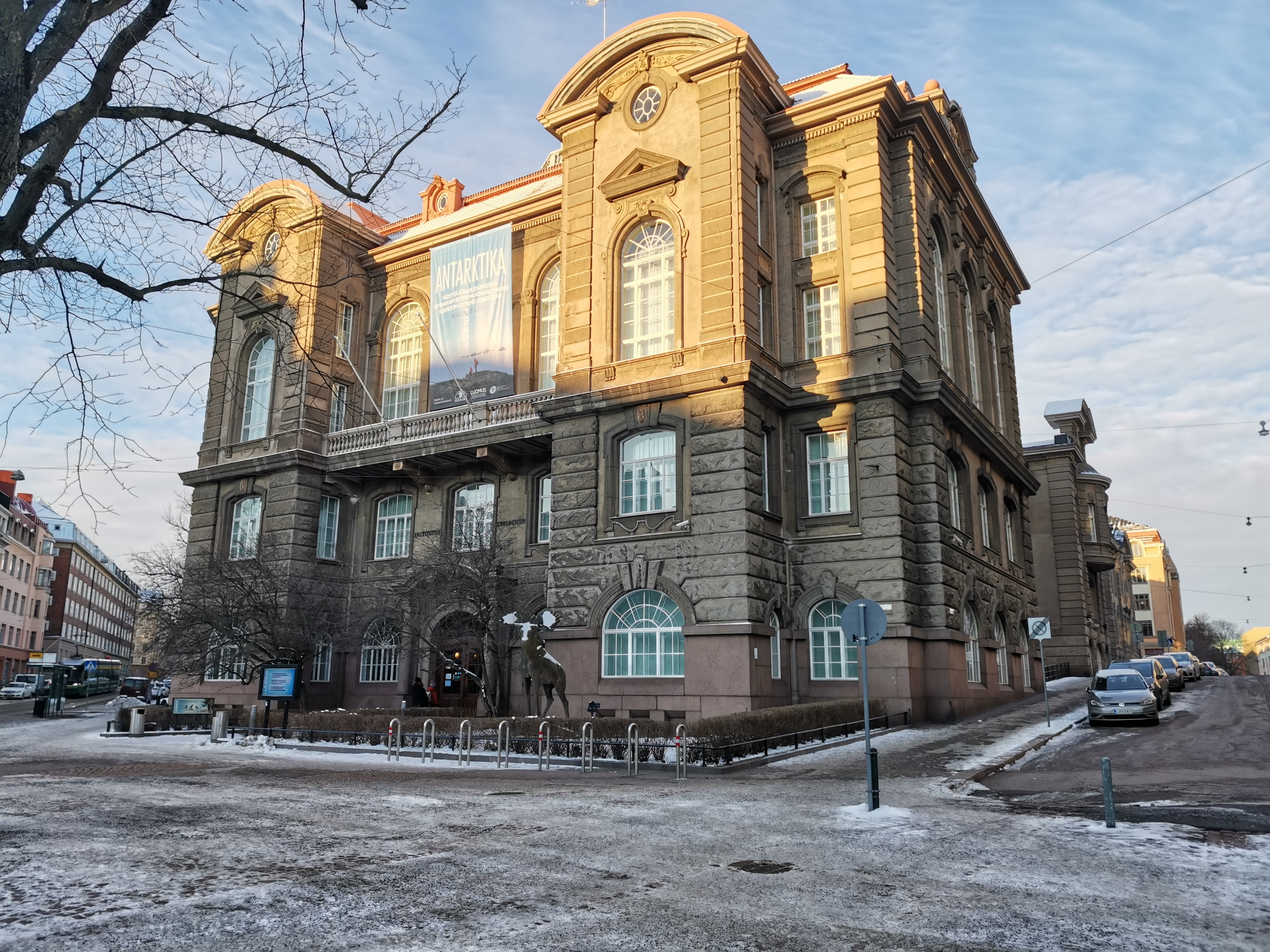
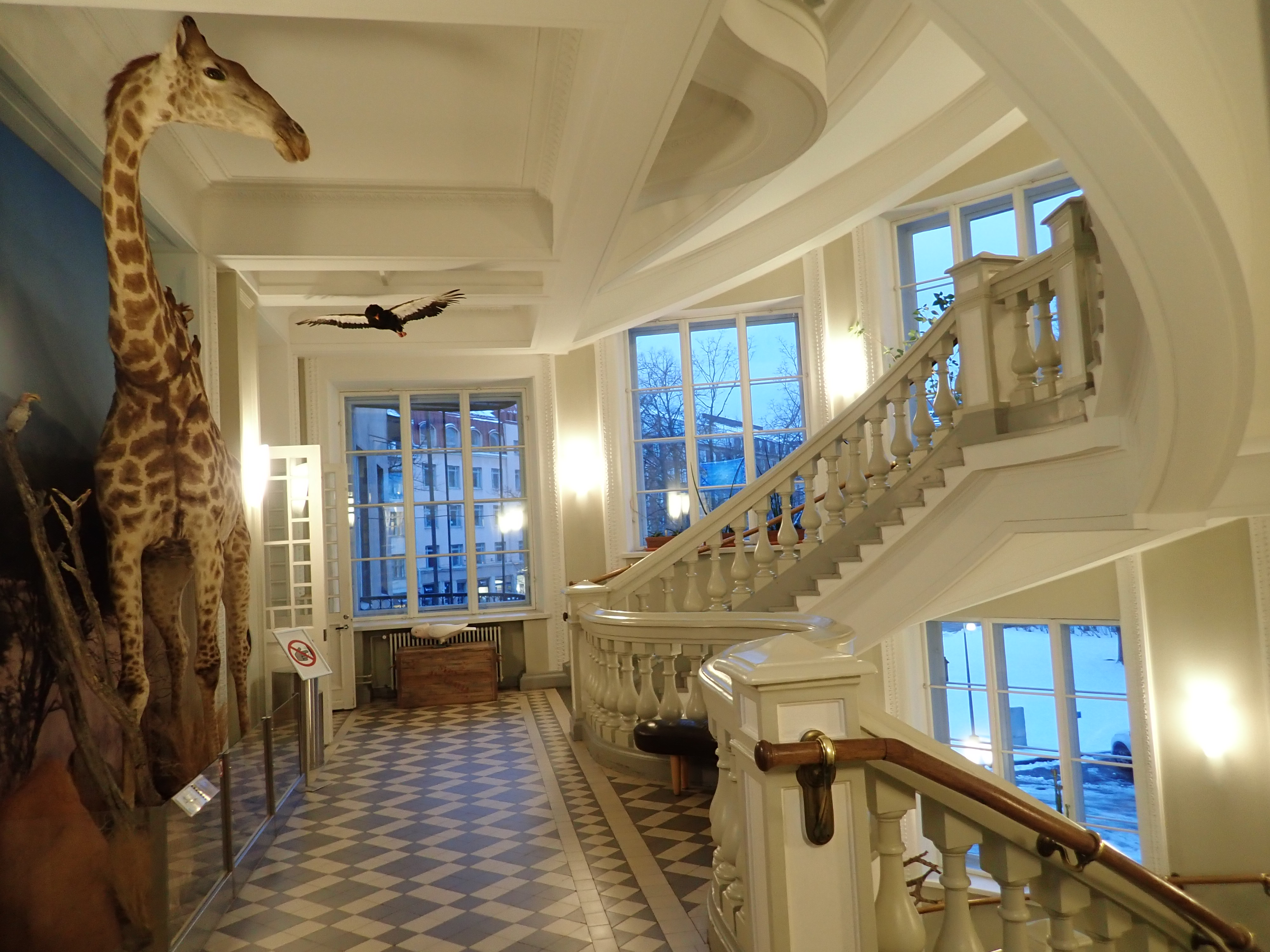
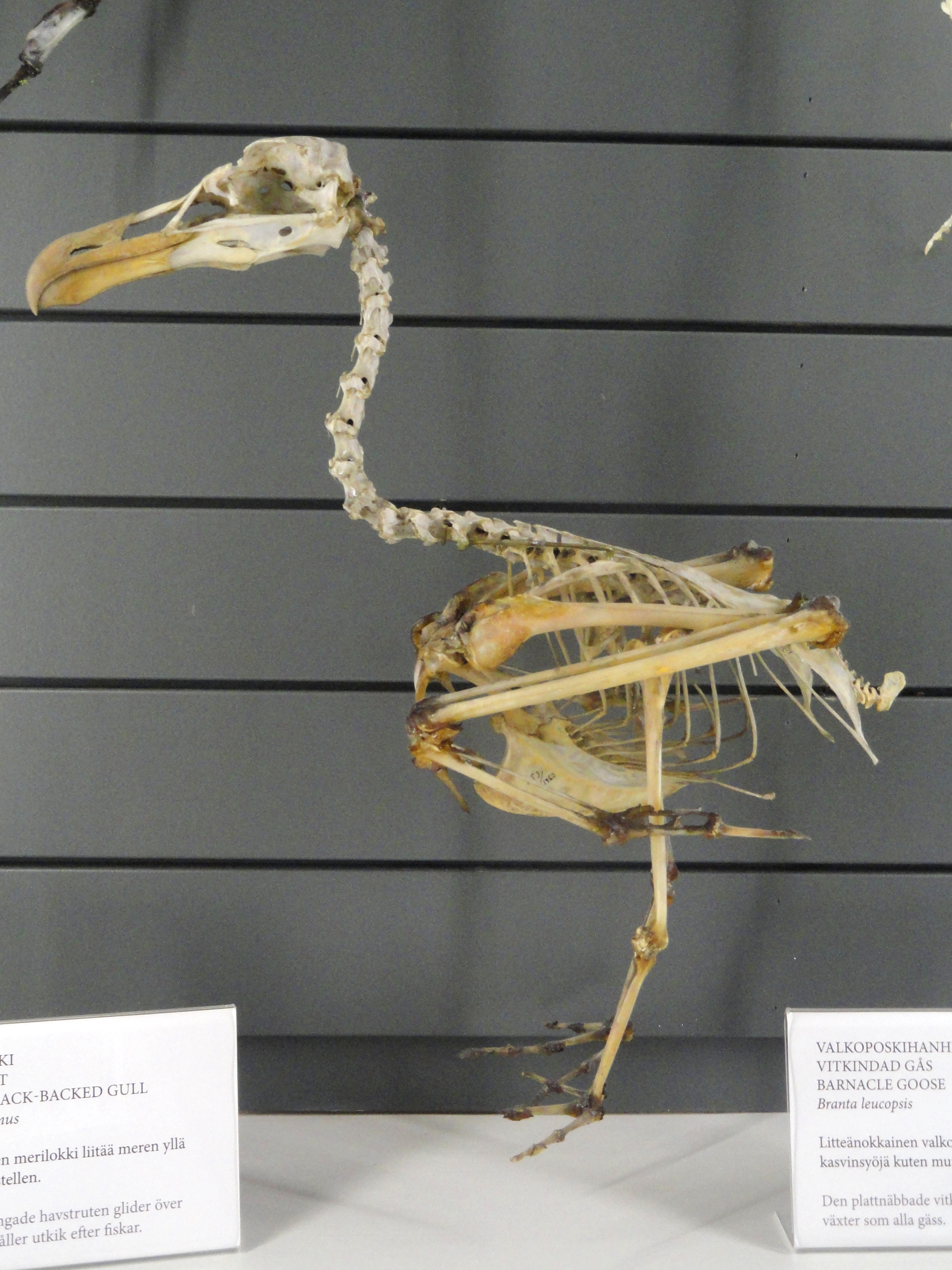
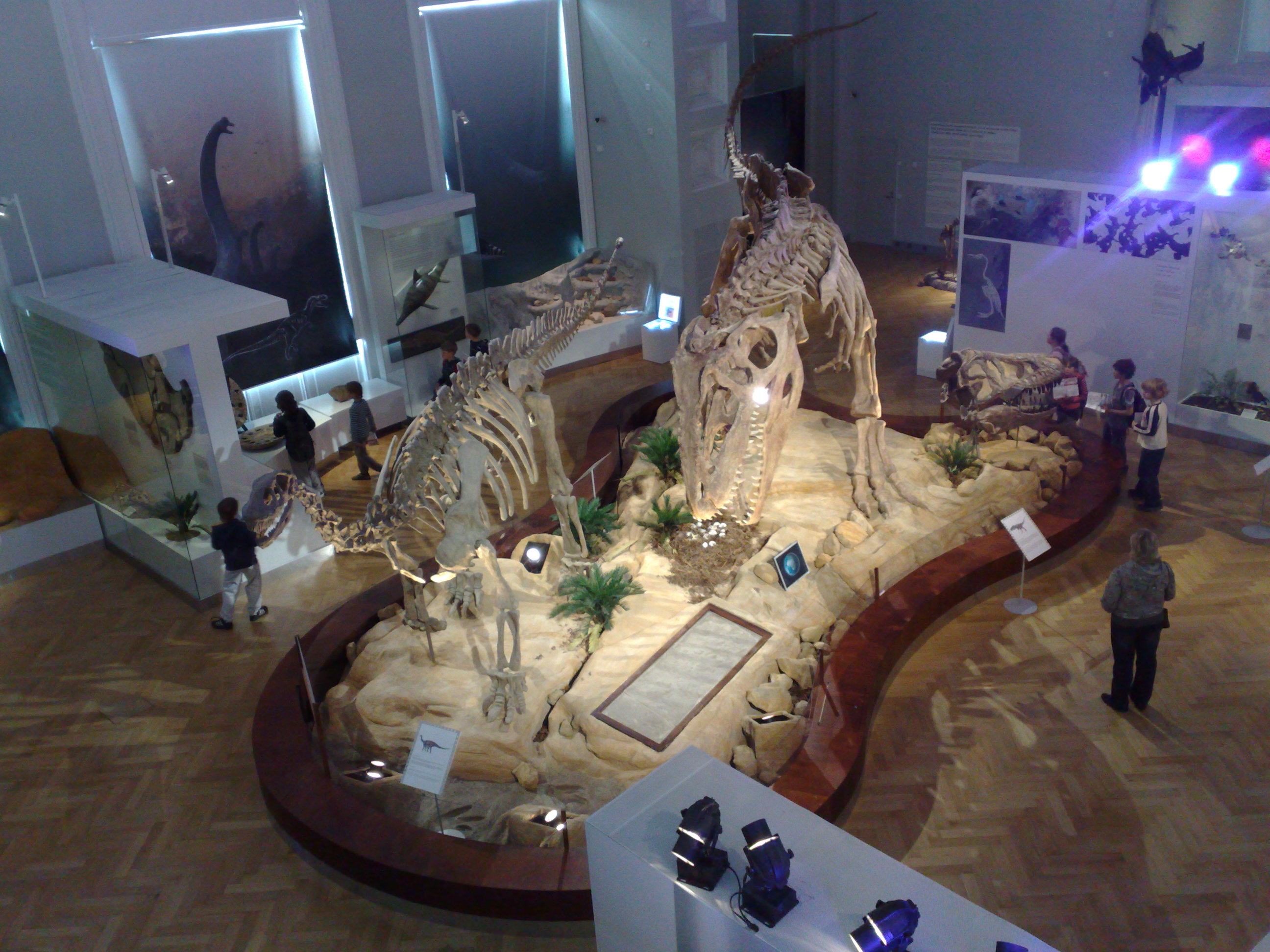
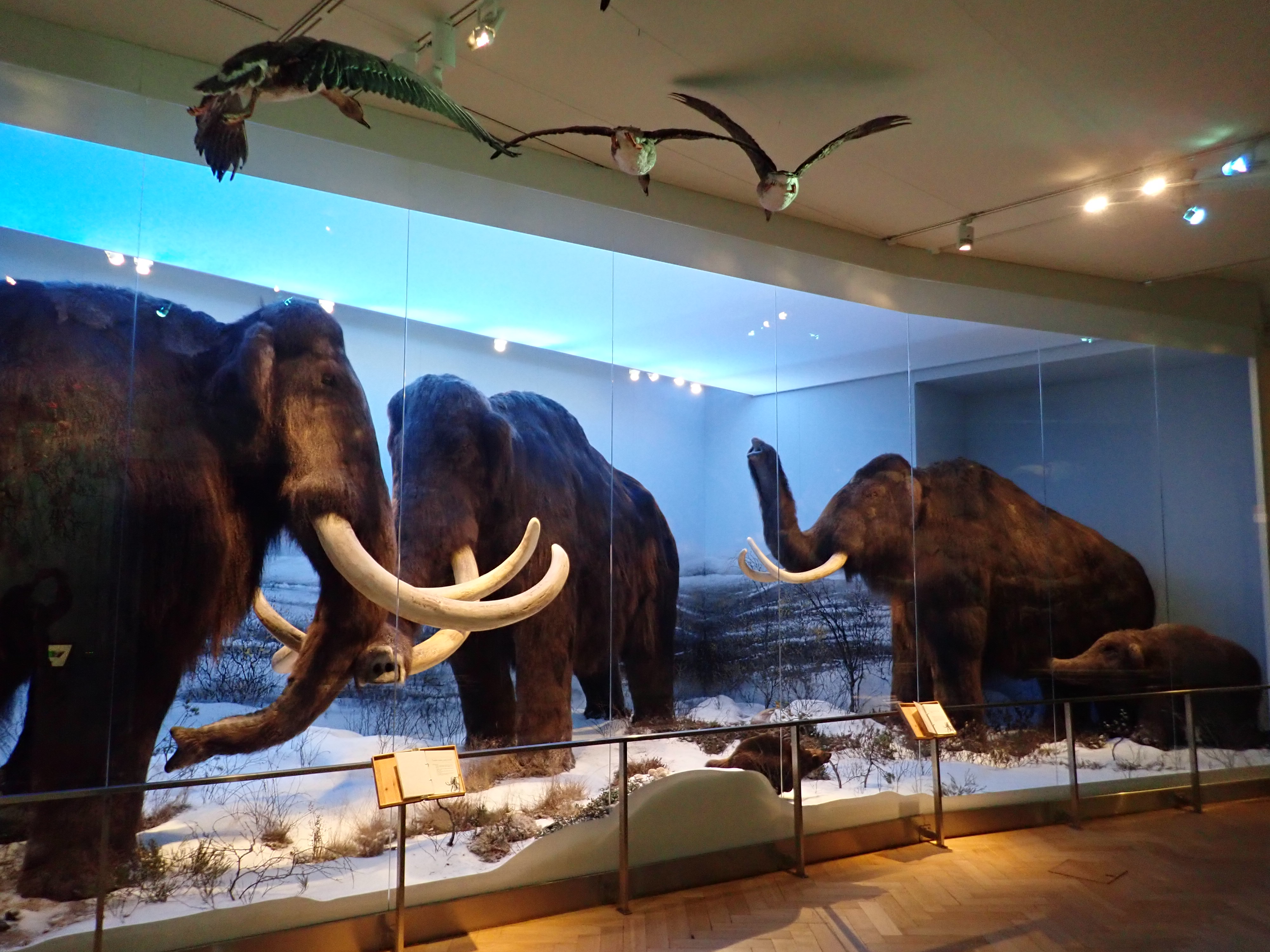
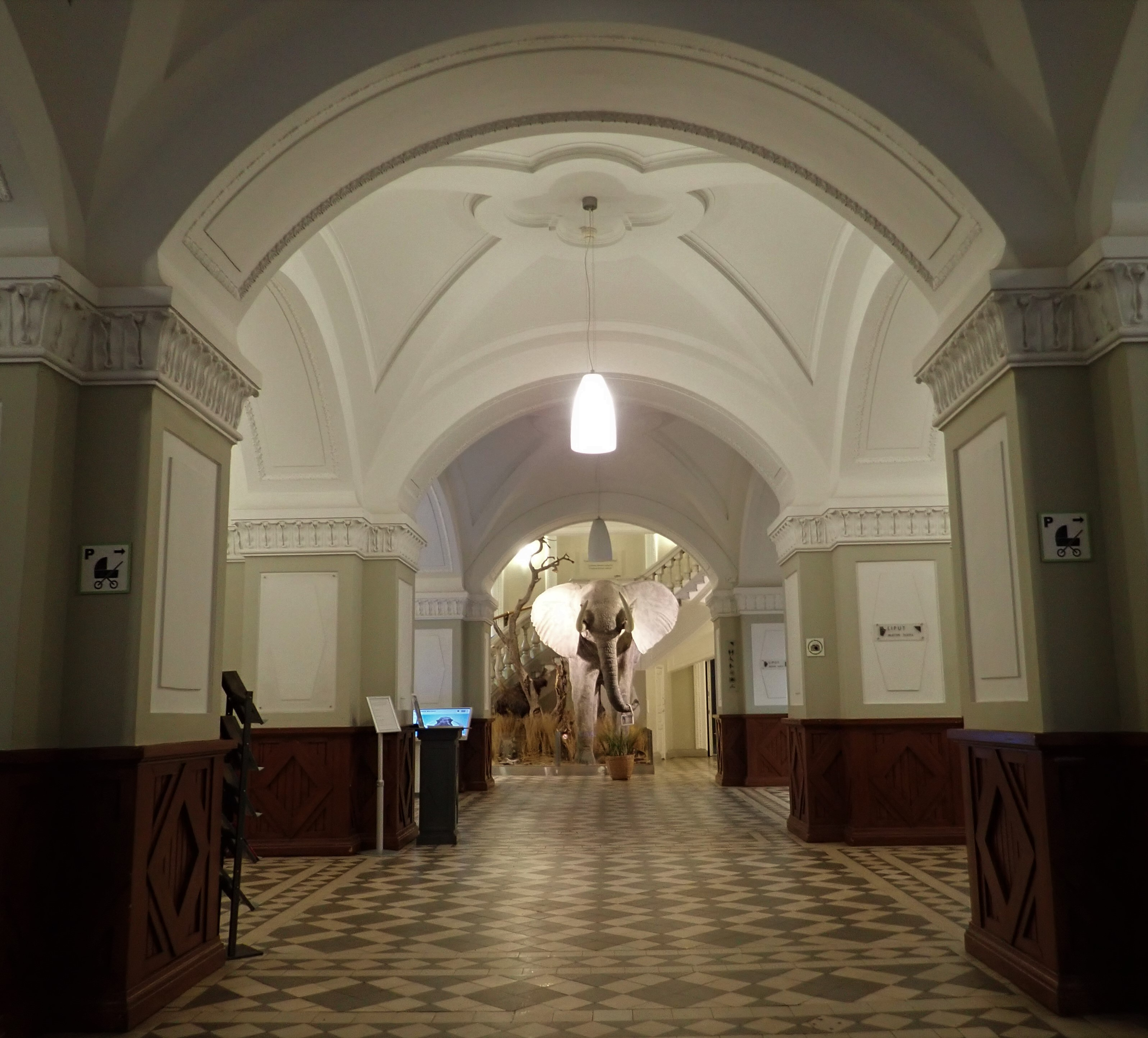